# جون هات
جون هات (بالإنجليزية: John F. Haught)‏ هو لاهوتي كاثوليكي وباحث في مركز وودستوك اللاهوتي في جامعة جورج تاون. وهو متخصص في علم اللاهوت النظامي، مع اهتمامات أخرى في قضايا العلوم وعلم الكونيات، والبيئة، وتطور والدين. شهد ضد تدريس التصميم الذكي في المدارس بسبب طبيعته الدينية في قضية كيتسميلر ضد مدارس منطقة دوفر. وهو رئيس قسم جورج تاون اللاهوتي بين عامي 1990 و 1995. وهو من منتقدي نظرية التطور الالهي حيث يعتبر ان الدين والعلم غير متوافقان ولايمكن المقارنة بينهما.